# Adilva de Souza Conceição
Adilva de Souza Conceição (1976) es una botánica, curadora y profesora brasileña.
En 1997, obtuvo una licenciatura en Historia natural, por la Universidad Católica de Salvador, la maestría en Biología Vegetal en 2000, por la Universidad Federal de Pernambuco; y, el doctorado, con la defensa de la tesis: Filogenia do gênero Chamaecrista (Leguminosae-Caesalpinioideae) e Taxonomia do grupo Baseophyllum, por la Universidad Estadual de Feira de Santana, en 2006.
En 2005, fue pesquisadora visitante, en Kew Gardens.
Desarrolla actividades académicas y de investigación, como profesora Adjunta, en el Departamento de Ciencias Biológicas, de la Universidad Estadual de Bahia. Tiene experiencia en el área de Botánica, con énfasis en las familia euforbiáceas y en las gentianáceas, principalmente en su taxonomía.

## Algunas publicaciones
- d.d. Vieira, adilva s. Conceição, j.i.m. Melo, m.n.s. Stapf. 2013. A família Boraginaceae na APA Serra Branca/Raso da Catrarina, Jeremoabo, Bahia, Brasil. Rodriguésia 64: 151-168
- r.r. Varjão, j.j Gomes, adilva s. Conceição. 2013. Rubiaceae Juss. de caatinga na APA Serra Branca/ Raso da Catarina, Bahia, Brasil. Biota Neotropica 13: 10-30
- e.a. Santos, c.m. de Carvalho, a.l.s. Costa, adilva s. Conceição, f.b.p. Moura, a.e.g. Santana. 2012. Bioactivity Evaluation of Plant Extracts Used in Indigenous Medicine against the Snail, Biomphalaria glabrata, and the Larvae of Aedes aegypti. Evidence-Based Complementary and Alternative Medicine, pp. 1-9
- a.m. Giulietti, a. Rapini, adilva s. Conceição, p.r.m. Almeida, c.v.d. Berg. 2010. A comphreensive molecular phylogenetic analysis of Eriocaulaceae: evidence from nuclear (ITS) and plastid (psba-trnh anda trnL-trnF) DNA sequences. Taxon 59: 379-388
- adilva s. Conceição, l.p. Queiroz, g.p. Lewis, p.r.m. Almeida, a.s. Schnadelbach, c.v.d. Berg. 2009. Phylogeny of Chamaecrista Moench (Leguminosae-Caesalpinioideae) based on nuclear and chloroplast DNA regions. Taxon 58: 1168-1180

### Libros
- adilva s. Conceição, r.c. Araujo, p.a. Rocha (orgs.). 2008. A Terra é um imenso Condomínio cuide conosco das partes comuns. Salvador: EDUNEB, vol. 1. 84 pp.

### Capítulos de libros
- adilva s. Conceição, m.v.v. Romao, c.l.s.b. Correia, d.d. Vieira. 2013. Contribuição ao Conhecimento da Flora do Parque Estadual de Canudos, Bahia, Brasil. En: Luiz Paulo Almeida Neiva (org.) Canudos Desenvolvimento e Emancipação Contribuição. 1ª ed. Salvador: EDUNEB, pp. 139-161
- ------------------------, h.p. Bautista, l.p. Queiroz, r.c.a. Matos, j.b. Lima. 2012. Contribuição ao conhecimento da Biodiversidade da APA Serra Branca/Raso da Catarina, Jeremoabo, Bahia, Brasil. Semiárido editais temáticos de apoio a pesquisa voltadas à resolução de problemas do semiárido baiano-2007. 1ª ed. Salvador: FAPESB, pp. 47-52
- a.m. Giulietti, adilva s. Conceição. 2009. Crysobalanaceae. En: Ana Maria Giulietti; Alessandro Rapini; Luciano Paganucci de Queiroz; José Maria Cardoso; Maria José Gomes de Andrade (orgs.) Catálogo de Espécies de Plantas Raras do Brasil. CI-Brasil
- l.p. Queiroz, d.b.o.s. Cardoso, adilva s. Conceição, e.r. Souza, a.m.g.a. Tozzi, a.p.f. Perz, m.j. Silva, m.f. Simon, v.f. Mansano, j.a.s. Costa. 2009. Leguminosae. En: Ana Maria Giulietti; Alessandro Rapini, Luciano Paganucci de Queiroz; José Maria Cardoso; Maria José Gomes de Andrade (orgs.) Catálogo de Espécies de Plantas Raras do Brasil. CI-Brasil

### Cuerpo editorial
- 2009 - actual, Periódico: Rodriguesia

### Revisora de periódico
- 2012 - actual, Periódico: Rodriguesia
- 2012 - actual, Periódico: Revista Caatinga (UFERSA)
- 2007 - actual, Periódico: Hoehnea (São Paulo)
- 2013 - actual, Periódico: Acta Botánica Brasílica

## Membresías
- ASPT (American Society of Plant Taxonomists)
- de la Sociedad Botánica del Brasil[4]
- Asociación Latinoamericana de Botánica